# Kaneda Nobutoshi
Kaneda Nobutoshi (sinh ngày 16 tháng 2 năm 1958) là một cầu thủ bóng đá người Nhật Bản.

## Sự nghiệp câu lạc bộ
Kaneda sinh ra tại Fuchu, Hiroshima vào ngày 16 tháng 2 năm 1958. Sau khi tốt nghiệp từ Đại học Chuo, ông gia nhập Nissan Motors vào năm 1980. Câu lạc bộ đã giành chức vô địch Cúp Hoàng đế năm 1983 và Cúp Hoàng đế 1985. Từ năm 1988 đến 1990, câu lạc bộ đã giành được cả ba danh hiệu lớn ở Nhật Bản: Japan Soccer League, JSL Cup, và Cúp Hoàng đế trong hai mùa giải liên tiếp. Ông giải nghệ vào năm 1991. Trong thời gian thi đấu tại giải đấu, ông đã chơi 157 trận và ghi được 21 bàn thắng. Ông cũng được chọn vào Đội hình tiêu biểu của Japan Soccer League năm 1983.

## Đội tuyển bóng đá quốc gia Nhật Bản
Kaneda Nobutoshi thi đấu cho đội tuyển bóng đá quốc gia Nhật Bản từ năm 1977 đến 1984.

## Thống kê sự nghiệp
| Đội tuyển bóng đá Nhật Bản | Đội tuyển bóng đá Nhật Bản | Đội tuyển bóng đá Nhật Bản |
| Năm                        | Trận                       | Bàn                        |
| -------------------------- | -------------------------- | -------------------------- |
| 1977                       | 1                          | 1                          |
| 1978                       | 14                         | 0                          |
| 1979                       | 3                          | 0                          |
| 1980                       | 12                         | 2                          |
| 1981                       | 6                          | 0                          |
| 1982                       | 8                          | 0                          |
| 1983                       | 8                          | 2                          |
| 1984                       | 6                          | 1                          |
| Tổng cộng                  | 58                         | 6                          |